# Thelotrema dissultum
Thelotrema dissultum är en lavart som beskrevs av Hale 1981. Thelotrema dissultum ingår i släktet Thelotrema och familjen Thelotremataceae.   Inga underarter finns listade i Catalogue of Life.